# Sévérac-le-Château
Sévérac-le-Château (en occitano Severac del Castèl) era una comuna francesa situada en el departamento de Aveyron, de la región de Occitania, que el 1 de enero de 2017 pasó a ser una comuna delegada de la comuna nueva de Sévérac-d'Aveyron al fusionarse con las comunas de Buzeins, Lapanouse, Lavernhe y Recoules-Prévinquières.

## Demografía
| Gráfica de evolución demográfica de Sévérac-le-Château entre 1800 y 2018 |
|                                                                          |

Los datos demográficos contemplados en este gráfico de la comuna de Sévérac-le-Château Se han cogido de 1800 a 1999 de la página francesa EHESS/Cassini, y los demás datos de la página del INSEE.